# 小行星列表/201-300
| 名稱                             | 臨時編號 | 發現日期       | 發現地點   | 發現者                            |
| -------------------------------- | -------- | -------------- | ---------- | --------------------------------- |
| 小行星201貞后星（Penelope）        | —        | 1879年8月7日   | 普拉       | 約翰·帕利薩                       |
| 小行星202赫露斯星（Chryseïs）    | —        | 1879年9月11日  | 克林顿     | 克里斯蒂安·亨利·弗里德里希·彼得斯 |
| 小行星203庞培星（Pompeja）       | —        | 1879年9月25日  | 克林顿     | 克里斯蒂安·亨利·弗里德里希·彼得斯 |
| 小行星204熊神星（Kallisto）      | —        | 1879年10月8日  | 普拉       | 約翰·帕利薩                       |
| 小行星205马大星（Martha）        | —        | 1879年10月13日 | 普拉       | 約翰·帕利薩                       |
| 小行星206Hersilia                | —        | 1879年10月13日 | 克林顿     | 克里斯蒂安·亨利·弗里德里希·彼得斯 |
| 小行星207Hedda                   | —        | 1879年10月17日 | 普拉       | 約翰·帕利薩                       |
| 小行星208Lacrimosa               | —        | 1879年10月21日 | 普拉       | 約翰·帕利薩                       |
| 小行星209忽女星（Dido）          | —        | 1879年10月22日 | 克林顿     | 克里斯蒂安·亨利·弗里德里希·彼得斯 |
| 小行星210Isabella                | —        | 1879年11月12日 | 普拉       | 約翰·帕利薩                       |
| 小行星211Isolda                  | —        | 1879年12月10日 | 普拉       | 約翰·帕利薩                       |
| 小行星212魔女星（Medea）         | —        | 1880年2月6日   | 普拉       | 約翰·帕利薩                       |
| 小行星213漣神星                  | —        | 1880年2月16日  | 克林顿     | 克里斯蒂安·亨利·弗里德里希·彼得斯 |
| 小行星214Aschera                 | —        | 1880年2月29日  | 普拉       | 約翰·帕利薩                       |
| 小行星215疚女星（Oenone）        | —        | 1880年4月7日   | 柏林       | 維克托·克諾雷                     |
| 小行星216艷后星（Kleopatra）           | —        | 1880年4月10日  | 普拉       | 約翰·帕利薩                       |
| 小行星217贶神星（Eudora）        | —        | 1880年8月30日  | 马赛       | 耶羅姆·尤金·科吉亞                |
| 小行星218歌女星（Bianca）        | —        | 1880年9月4日   | 普拉       | 約翰·帕利薩                       |
| 小行星219Thusnelda               | —        | 1880年9月30日  | 普拉       | 約翰·帕利薩                       |
| 小行星220Stephania               | —        | 1881年5月19日  | 维也纳     | 約翰·帕利薩                       |
| 小行星221曙神星（Eos）           | —        | 1882年1月18日  | 维也纳     | 約翰·帕利薩                       |
| 小行星222Lucia                   | —        | 1882年2月9日   | 维也纳     | 約翰·帕利薩                       |
| 小行星223Rosa                    | —        | 1882年3月9日   | 维也纳     | 約翰·帕利薩                       |
| 小行星224太平洋星（Oceana）      | —        | 1882年3月30日  | 维也纳     | 約翰·帕利薩                       |
| 小行星225Henrietta               | —        | 1882年4月19日  | 维也纳     | 約翰·帕利薩                       |
| 小行星226Weringia                | —        | 1882年7月19日  | 维也纳     | 約翰·帕利薩                       |
| 小行星227哲学星（Philosophia）   | —        | 1882年8月12日  | 巴黎       | 保羅·皮耶·亨利                    |
| 小行星228Agathe                  | —        | 1882年8月19日  | 维也纳     | 約翰·帕利薩                       |
| 小行星229Adelinda                | —        | 1882年8月22日  | 维也纳     | 約翰·帕利薩                       |
| 小行星230坠女星（Athamantis）    | —        | 1882年9月3日   | 博特坎普   | 萊奧·安東·卡爾·德巴爾             |
| 小行星231文多波纳星（Vindobona） | —        | 1882年9月10日  | 维也纳     | 約翰·帕利薩                       |
| 小行星232俄罗斯星（Russia）      | —        | 1883年1月31日  | 维也纳     | 約翰·帕利薩                       |
| 小行星233烁神星（Asterope）      | —        | 1883年5月11日  | 马赛       | 阿方斯·路易·尼古拉斯·包瑞利       |
| 小行星234Barbara                 | —        | 1883年8月12日  | 克林顿     | 克里斯蒂安·亨利·弗里德里希·彼得斯 |
| 小行星235Carolina                | —        | 1883年11月28日 | 维也纳     | 約翰·帕利薩                       |
| 小行星236誉神星（Honoria）       | —        | 1884年4月26日  | 维也纳     | 約翰·帕利薩                       |
| 小行星237Coelestina              | —        | 1884年6月27日  | 维也纳     | 約翰·帕利薩                       |
| 小行星238尊神星（Hypatia）       | —        | 1884年7月1日   | 柏林       | 維克托·克諾雷                     |
| 小行星239报神星（Adrastea）      | —        | 1884年8月18日  | 维也纳     | 約翰·帕利薩                       |
| 小行星240Vanadis                 | —        | 1884年8月27日  | 马赛       | 阿方斯·路易·尼古拉斯·包瑞利       |
| 小行星241德意志星（Germania）    | —        | 1884年9月12日  | 杜塞尔多夫 | 卡爾·特奧多爾·羅伯特·路德         |
| 小行星242Kriemhild               | —        | 1884年9月22日  | 维也纳     | 約翰·帕利薩                       |
| 小行星243艾女星（Ida）           | —        | 1884年9月29日  | 维也纳     | 約翰·帕利薩                       |
| 小行星244Sita                    | —        | 1884年10月14日 | 维也纳     | 約翰·帕利薩                       |
| 小行星245Vera                    | —        | 1885年2月6日   | 马德拉斯   | 普森                              |
| 小行星246Asporina                | —        | 1885年3月6日   | 马赛       | 阿方斯·路易·尼古拉斯·包瑞利       |
| 小行星247Eukrate                 | —        | 1885年3月14日  | 杜塞尔多夫 | 卡爾·特奧多爾·羅伯特·路德         |
| 小行星248Lameia                  | —        | 1885年6月5日   | 维也纳     | 約翰·帕利薩                       |
| 小行星249Ilse                    | —        | 1885年8月16日  | 克林顿     | 克里斯蒂安·亨利·弗里德里希·彼得斯 |
| 小行星250贝蒂星（Bettina）       | —        | 1885年9月3日   | 维也纳     | 約翰·帕利薩                       |
| 小行星251聪神星（Sophia）        | —        | 1885年10月4日  | 维也纳     | 約翰·帕利薩                       |
| 小行星252宽神星（Clementina）    | —        | 1885年10月11日 | 尼斯       | 亨利·約瑟夫·安娜斯塔斯·普羅丁     |
| 小行星253梅西爾德星（Mathilde）  | —        | 1885年11月12日 | 维也纳     | 約翰·帕利薩                       |
| 小行星254帝王星（Augusta）       | —        | 1886年3月31日  | 维也纳     | 約翰·帕利薩                       |
| 小行星255Oppavia                 | —        | 1886年3月31日  | 维也纳     | 約翰·帕利薩                       |
| 小行星256Walpurga                | —        | 1886年4月3日   | 维也纳     | 約翰·帕利薩                       |
| 小行星257西里西亚星（Silesia）   | —        | 1886年4月5日   | 维也纳     | 約翰·帕利薩                       |
| 小行星258幸神星（Tyche）         | —        | 1886年5月4日   | 杜塞尔多夫 | 卡爾·特奧多爾·羅伯特·路德         |
| 小行星259理神星（Aletheia）      | —        | 1886年6月28日  | 克林顿     | 克里斯蒂安·亨利·弗里德里希·彼得斯 |
| 小行星260Huberta                 | —        | 1886年10月3日  | 维也纳     | 約翰·帕利薩                       |
| 小行星261Prymno                  | —        | 1886年10月31日 | 克林顿     | 克里斯蒂安·亨利·弗里德里希·彼得斯 |
| 小行星262Valda                   | —        | 1886年11月3日  | 维也纳     | 約翰·帕利薩                       |
| 小行星263Dresda                  | —        | 1886年11月3日  | 维也纳     | 約翰·帕利薩                       |
| 小行星264Libussa                 | —        | 1886年12月22日 | 克林顿     | 克里斯蒂安·亨利·弗里德里希·彼得斯 |
| 小行星265安娜星（Anna）          | —        | 1887年2月25日  | 维也纳     | 約翰·帕利薩                       |
| 小行星266Aline                   | —        | 1887年5月17日  | 维也纳     | 約翰·帕利薩                       |
| 小行星267Tirza                   | —        | 1887年5月27日  | 尼斯       | 奧古斯特·卡洛斯                   |
| 小行星268Adorea                  | —        | 1887年6月8日   | 马赛       | 阿方斯·路易·尼古拉斯·包瑞利       |
| 小行星269Justitia                | —        | 1887年9月21日  | 维也纳     | 約翰·帕利薩                       |
| 小行星270Anahita                 | —        | 1887年10月8日  | 克林顿     | 克里斯蒂安·亨利·弗里德里希·彼得斯 |
| 小行星271Penthesilea             | —        | 1887年10月13日 | 柏林       | 維克托·克諾雷                     |
| 小行星272Antonia                 | —        | 1888年2月4日   | 尼斯       | 奧古斯特·卡洛斯                   |
| 小行星273剪神星（Atropos）       | —        | 1888年3月8日   | 维也纳     | 約翰·帕利薩                       |
| 小行星274Philagoria              | —        | 1888年4月3日   | 维也纳     | 約翰·帕利薩                       |
| 小行星275Sapientia               | —        | 1888年4月15日  | 维也纳     | 約翰·帕利薩                       |
| 小行星276Adelheid                | —        | 1888年4月17日  | 维也纳     | 約翰·帕利薩                       |
| 小行星277Elvira                  | —        | 1888年5月3日   | 尼斯       | 奧古斯特·卡洛斯                   |
| 小行星278Paulina                 | —        | 1888年5月16日  | 维也纳     | 約翰·帕利薩                       |
| 小行星279图勒星（Thule）         | —        | 1888年10月25日 | 维也纳     | 約翰·帕利薩                       |
| 小行星280友神星（Philia）        | —        | 1888年10月29日 | 维也纳     | 約翰·帕利薩                       |
| 小行星281Lucretia                | —        | 1888年10月31日 | 维也纳     | 約翰·帕利薩                       |
| 小行星282Clorinde                | —        | 1889年1月28日  | 尼斯       | 奧古斯特·卡洛斯                   |
| 小行星283愛瑪星（Emma）          | —        | 1889年2月8日   | 尼斯       | 奧古斯特·卡洛斯                   |
| 小行星284Amalia                  | —        | 1889年5月29日  | 尼斯       | 奧古斯特·卡洛斯                   |
| 小行星285Regina                  | —        | 1889年8月3日   | 尼斯       | 奧古斯特·卡洛斯                   |
| 小行星286Iclea                   | —        | 1889年8月3日   | 维也纳     | 約翰·帕利薩                       |
| 小行星287棺神星（Nephthys）      | —        | 1889年8月25日  | 克林顿     | 克里斯蒂安·亨利·弗里德里希·彼得斯 |
| 小行星288渌神星（Glauke）        | —        | 1890年2月20日  | 杜塞尔多夫 | 卡爾·特奧多爾·羅伯特·路德         |
| 小行星289Nenetta                 | —        | 1890年3月10日  | 尼斯       | 奧古斯特·卡洛斯                   |
| 小行星290Bruna                   | —        | 1890年3月20日  | 维也纳     | 約翰·帕利薩                       |
| 小行星291Alice                   | —        | 1890年4月25日  | 维也纳     | 約翰·帕利薩                       |
| 小行星292Ludovica                | —        | 1890年4月25日  | 维也纳     | 約翰·帕利薩                       |
| 小行星293巴西星（Brasilia）      | —        | 1890年5月20日  | 尼斯       | 奧古斯特·卡洛斯                   |
| 小行星294Felicia                 | —        | 1890年7月15日  | 尼斯       | 奧古斯特·卡洛斯                   |
| 小行星295Theresia                | —        | 1890年8月17日  | 维也纳     | 約翰·帕利薩                       |
| 小行星296灿神星（Phaëtusa）      | —        | 1890年8月19日  | 尼斯       | 奧古斯特·卡洛斯                   |
| 小行星297Caecilia                | —        | 1890年9月9日   | 尼斯       | 奧古斯特·卡洛斯                   |
| 小行星298Baptistina              | —        | 1890年9月9日   | 尼斯       | 奧古斯特·卡洛斯                   |
| 小行星299雷神星（Thora）         | —        | 1890年10月6日  | 维也纳     | 約翰·帕利薩                       |
| 小行星300Geraldina               | —        | 1890年10月3日  | 尼斯       | 奧古斯特·卡洛斯                   |

| 上一頁： 101-200 | 小行星列表 201-300 | 下一頁： 301-400 |